# René de Bueil
Pour les autres membres de la famille, voir Famille de Bueil.
Pour les articles homonymes, voir Bueil.
René de Bueil, grand échanson de France, comte de Sancerre (1626-1640), comte de Marans, baron de Gençay et baron de Châteaux, fils de Jean VII de Bueil et d'Anne de Daillon.

## Biographie
René est baron de Gençay en 1599. En 1626, Jean de La Porte ayant accompagné la Comtesse de Sancerre à son entrée et ayant réclamé les privilèges de sa charge, René de Bueil l'évinça par cette distinction, plus subtile que chevaleresque, que ce n'était pas comme comtesse que sa noble épouse avait fait cette entrée. René épouse, le 22 août 1626, Françoise de Montalais, fille de Mathurin de Montalais, seigneur de Chambellay et de Fromentières, vicomte de Guer, baron du Plessis de Kaër, et de Anne Le Voyer.
Face aux difficultés financières, il vend le comté de Sancerre en 1637/1640 au prince de Condé, : il aura été le dernier comte héréditaire de Sancerre ; ses ancêtres, depuis Eudes II de Blois, avaient Sancerre depuis 1030 environ.

## Descendance
René de Bueil a eu 5 enfants :
- Jean VIII de Bueil, grand bouteiller de France, comte de Marans, seigneur de Bueil et de Vaujours, mort sans postérité en janvier 1665. Il épouse Françoise-Charlotte, fille de Pierre de Montalais , seigneur de Chambellay, baron de Kaër, vicomte de Kerambourg, seigneur de Vernée, Daon, Bréon, Fromentières, Vern et Sceaux, et de Renée Le Clerc de Sautré.
- Anne, comtesse de Marans, épouse le 09/09/1654 Pierre de Perrien, grand bouteiller de France, marquis de Crenan.
- Françoise, épouse en 1665, Claude de Lusignan marquis de Lezay, mort en 04/1674.
- Marie (née en 1638, morte le 04/06/1648).
- Renée, dame de Châteaux, épouse François de Mesgrigny, comte de Brielle.